# Helen Singer Kaplan
Helen Singer Kaplan (Viena, 6 de febrero de 1929 – Nueva York, 7 de agosto de 1995) fue una psicóloga especialista en sexología y terapia sexual. Obtuvo la Licenciatura de la Universidad de Siracusa en 1951; recibió la Maestría en 1952 y luego el doctorado en Psicología en 1954 en la Universidad de Columbia. Fue profesora en la Facultad de Medicina de la Universidad de Cornell y directora del Programa de Terapia y Educación Sexual de la clínica neoyorquina Payne Whitney. La doctora Kaplan está considerada una de las máximas autoridades en disfunciones sexuales. Entre sus obras divulgativas destacan La eyaculación precoz y Manual ilustrado de terapia sexual.
Helen Kaplan propuso una modificación del modelo de respuesta sexual elaborado por Masters y Johnson, suprimiendo la fase de meseta y añadiendo la fase de deseo.
- Datos: Q5703188